# 정유철 (기자)
정유철은 대한민국의 기자이다.
현재 거주지는 광주광역시이다.

## 학력
- 조선대학교 신문방송학과 및 법학과 전공

## 경력
- 2016년 CMB광주방송 기자
- 2016년 전남일보 기자

## 진행 프로그램
- 2017년~2024년 CMB 뉴스와이드 앵커